# Actinauge cristata
Actinauge cristata är en havsanemonart som beskrevs av Riemann-Zürneck 1986. Actinauge cristata ingår i släktet Actinauge och familjen Hormathiidae. Inga underarter finns listade i Catalogue of Life.